# Personal Ancestral File
Personal Ancestral File (PAF) é um software gratuito, atualmente descontinuado, desenvolvido pela FamilySearch, organização financiada e gerida pela Igreja de Jesus Cristo dos Santos dos Últimos Dias (mórmons).
O Personal Ancestral File permitia ao usuário criar um banco de dados genealógico inserindo os nomes, data e local de nascimento, citações e outras fontes de informação sobre o indivíduo. Em seguida, podia-se classificar e pesquisar tais dados, suas formas de impressão e a criação de gráficos, e compartilhá-los com outros programas comerciais similares que usam o formato GEDCOM. Com o PAF também era possível inserir imagens e outros arquivos de mídia de registros individuais, e trabalhá-los sob o padrão Unicode.
O PAF foi lançado ao público em 1983 pela Igreja de Jesus Cristo dos Santos dos Últimos Dias, época em que os primeiros programas de software genealógico começaram a ser vendidos no mercado. Seu diferencial era o preço, comparado aos programas similares da época, como o GCRAB (1979, em Microsoft BASIC) ou o Family Roots (1982, compatível com IBM e Macintosh), ambos custando em torno de 250 dólares, o PAF era encontrado pelo menor preço, 35 dólares.
Em 15 de julho de 2013, o PAF foi extinto, tendo o download e o suporte cancelados, conforme informação no site do FamilySearch.